# Вшембуж
Вшембуж (пол. Wszembórz) — село в Польщі, у гміні Колачково Вжесінського повіту Великопольського воєводства.
Населення — 299 осіб (2011).
У 1975-1998 роках село належало до Познанського воєводства.

## Демографія
Демографічна структура станом на 31 березня 2011 року:
|          | Загалом | Допрацездатний вік | Працездатний вік | Постпрацездатний вік |
| -------- | ------- | ------------------ | ---------------- | -------------------- |
| Чоловіки | 133     | 27                 | 90               | 16                   |
| Жінки    | 166     | 37                 | 90               | 39                   |
| Разом    | 299     | 64                 | 180              | 55                   |